# マークレーン駅
マーク・レーン駅（マーク・レーンえき、英語: Mark Lane tube station）は、かつてロンドンのロンドン地下鉄にあった駅である。サークル線とディストリクト線のタワーヒル駅がある場所のすぐ西にあった駅で、現在のタワーヒル駅が開業された際に代わりに廃駅となった。

## 歴史
この駅は元々は1884年10月6日に、メトロポリタン鉄道とメトロポリタン・ディストリクト鉄道が接続し環状線（現在のサークル線）を構築した際に、既存のタワー・オブ・ロンドン駅の代わりに、同駅から西に僅かに離れた場所（200mほどしか離れていない）に広く新しい駅として建設された。代わりにタワー・オブ・ロンドン駅はこの駅の開業前日に廃止されている。
1946年に、この駅はマーク・レーン駅からタワー・ヒル駅へと改称された。
この駅は非常に多くの乗客数があったが駅を拡張するスペースがほとんど無かったため、廃止して新しくタワー・ヒル駅を建設して移設することとなった。そうしてこの駅は1967年2月4日に廃止され、現在のタワーヒル駅が移設開業し、現在に至っている。

## 現在
この駅の地下部分の遺構は、モニュメント駅と現在のタワーヒル駅の間に、東行きのホームのみを見ることができる。この駅は地上部分でいうとSeething Lane（Seething通り）の下にあったが、現在も通りの下を渡る地下道に、ホームへと降りる階段が大きな格子戸で塞がれているのを見ることができる（写真は英語版Mark Lane tube stationを参照）。
この駅の上には「マーク・レーン・ステーションビルディング」という名のオフィスビルがあり、ビル出入口の上にはまだその名が表示されている。

## 隣の駅
ロンドン地下鉄
■サークル線
アルドゲイト駅 - マーク・レーン駅 - モニュメント駅
■ディストリクト線
モニュメント駅 - マーク・レーン駅 - アルドゲイト・イースト駅